# Antonio Bertali
Antonio Bertali, né à Vérone le 11 mars 1605 et mort à Vienne le 17 avril 1669, est un compositeur et violoniste italien qui fit carrière en Autriche.

## Biographie
Antonio Bertali reçut sa formation musicale initiale à la cathédrale de sa ville natale. Il entra en 1622 au service de l'archiduc Charles-Joseph, puis en 1624 à la cour de Vienne, au service de l'empereur Ferdinand II. Il succéda en 1649 à Giovanni Valentini comme maître de chapelle de l'empereur Ferdinand III.
Il compose des opéras, des oratorios, de la musique instrumentale. Son style est celui du nord de l'Italie et ses opéras établissent de manière durable la tradition de l'opéra italien à Vienne. Il a composé aussi de très nombreuses autres sonates, sonatines et suites à 3, 4, 5 et 6 voix.

## Œuvres
On a perdu à peu près la moitié de son œuvre. Cependant, des copies faites par son contemporain Pavel Josef Vejvanovský sont conservées à la Hofbibliothek de Vienne et à la bibliothèque du couvent de Kremsmünster.

### Musique instrumentale
- Leopoldus I, sonate
- Tausend Gulden, sonate
- Ciaconna en do majeur pour violon et basse continue
- Sonatella pour cinq flûtes à bec et basse continue

### Pièces vocales
- Cantates profanes et religieuses, motets, entre autres Donna real pour les fêtes nuptiales de l'empereur avec l'infante d'Espagne, 1631
- Missa Ratisbonensis, 1636
- Lamento della regina d'Inghilterra
- Requiem pro Ferdinando II, 1637
- Plus de 50 Introit

### Opéras
- Niobe, 1652, Mantoue
- Theti, 1652, Mantoue
- L'inganno d'amore, 1653, Ratisbonne
- Theti, favola dramatica, 13 juillet 1656, Vienne
- Il re Gilidoro, favola, 19 février 1659, Vienne
- La magia delusa, 4 juin 1660
- Gli amori d'Apollo con Clizia, 1er mars 1661, Vienne
- Il Ciro crescente, 3 intermèdes pour Il pastor fido, 14 juin 1661, parc du château de Laxenburg
- La Zenobia di Radamisto, 18 novembre 1662
- L'Alcindo, 20 avril 1665, Vienne
- La contesa dell'aria e dell'acqua festa a cavallo, 24 janvier 1667, Vienne

## Discographie
- Tausend Gulden, Sonates à la cour des Habsbourg  - Freiburger Barockorchester (15-19 avril 1999, Carus)
- Valoroso nel violino, Sonates - Ricercar Consort, dir. Philippe Pierlot (21-24 septembre 2003, Mirare)[2]
- Prothimia suavissima, 12 sonates - Ars Antiqua Austria, dir. Gunar Letzbor (24-29 août 2005, Arcana A340)[3]